# Verwendungsfähigkeit
Die Verwendungsfähigkeit von Soldaten für die verschiedenen Verwendungsreihen bzw. für besondere Verwendungen bei der Bundeswehr wird erstmals im Rahmen der Musterung bzw. bei der Annahmeprüfung für Bewerber als Soldat auf Zeit bestimmt. Neben der Betrachtung des bisherigen Ausbildungsgangs und unter Berücksichtigung vorhandener Qualifikationen werden auch kognitive sowie praktische Fertigkeiten und Fähigkeiten geprüft. Diese Bewertungskriterien werden im Laufe der Dienstzeit fortwährend überprüft und bestimmen maßgeblich die weiteren Verwendungen bzw. die diesbezügliche Nichteignung.

## Gesundheitliche Verwendungsfähigkeit

### Besondere Untersuchungen
Neben den oben genannten Bewertungskriterien spielt der Gesundheitszustand des Soldaten  eine entscheidende Rolle. Die allgemeine körperliche Verfassung wird von ärztlicher Seite erstmals bei der Musterung bzw. bei der Annahmeprüfung für Zeitsoldaten untersucht. Das Ergebnis wird für nichtärztliche Stellen in Form des Tauglichkeitsgrads festgehalten. Im Rahmen der Einberufung wird das Ergebnis der Musterungsuntersuchung nochmals überprüft. Ferner kann im Rahmen dieser Untersuchung der zuständige Disziplinarvorgesetzte den Soldaten durch den zuständigen Truppenarzt auf die gesundheitliche Eignung für die Verwendung auf bestimmten Dienstposten (z. B. Militärkraftfahrer, Kampfschwimmer usw.) untersuchen lassen. Das Ergebnis der Untersuchung teilt der Truppenarzt dem Disziplinarvorgesetzten in Form einer „Ärztlichen Mitteilung für die Personalakte“ mit „verwendungsfähig“ oder „nicht verwendungsfähig“ bzw. „eingeschränkt verwendungsfähig“ unter Nennung von Auflagen/Befreiungen aber immer ohne Diagnose, mit. Stellt sich bei der Einstellungsuntersuchung heraus, dass sich seit der Musterungsuntersuchung der Gesundheitszustand in einem Maße verschlimmert hat, der den Dienst in den Streitkräften nicht zulässt, so kann der Soldat vom Wehrdienst als „vorübergehend nicht verwendungsfähig“ zurückgestellt bzw. bei nicht zu erwartender Rehabilitation endgültig als „nicht verwendungsfähig“ eingestuft werden.
Besondere Untersuchungen können im Laufe der Dienstzeit auch zu anderen Anlässen (z. B. Weiterverpflichtung, Übernahme zum Berufssoldaten, Küchenverwendungsfähigkeit, Vollzugstauglichkeit, Lehrgangstauglichkeit usw.) erforderlich sein. Stellt sich im Laufe der Dienstzeit eine gesundheitliche Beeinträchtigung bei einem Soldaten ein, die einer dauerhaften Verwendung als Soldat entgegensteht, so kann seine Entlassung im Rahmen eines Dienstunfähigkeitsverfahrens erfolgen.

### Untersuchung bei Erkrankung
Bei Erkrankung eines Soldaten stellt die Einheit diesen beim zuständigen Truppenarzt mittels Krankenmeldeschein zur ärztlichen Untersuchung vor. Der zuständige Truppenarzt dokumentiert das Befundungsergebnis in der Gesundheitsakte (kurz G-Akte genannt) des Patienten. Auf dem Krankenmeldeschein teilt er dem Disziplinarvorgesetzten eventuelle Einschränkungen mit. Übliche Vermerke sind neben der „Befreiung von allen Diensten“ (stationäre Aufnahme bzw. „Krank zu Hause - KzH“) auch vorübergehende Verwendungseinschränken, wie zum Beispiel Marsch-, Sport-, Geländedienst-, Tragebefreiungen oder auch genauere Beschreibungen der Einschränkungen (z. B. „kein Schwimmsport“, „nur sitzende Tätigkeit“ usw.)
Bei Erkrankungen, die sich voraussichtlich über einen längeren Zeitraum erstrecken, beurteilt der Truppenarzt in Form einer Besonderen Untersuchung den voraussichtlichen Zeitraum und das Ausmaß der Verwendungseinschränkungen bzw. die Notwendigkeit der endgültigen Entlassung aus dem Wehrdienst.